# Тарант (Алабама)
Тарант (енгл. Tarrant) град је у америчкој савезној држави Алабама. По попису становништва из 2010. у њему је живело 6.397 становника.

## Демографија
Према попису становништва из 2010. у граду је живело 6.397 становника, што је 625 (8,9%) становника мање него 2000. године.
| Група             | 2000.         | 2010.         |
| Белци             | 5.510 (78,5%) | 2.349 (36,7%) |
| Афроамериканци    | 1.315 (18,7%) | 3.345 (52,3%) |
| Азијати           | 10 (0,1%)     | 18 (0,3%)     |
| Хиспаноамериканци | 120 (1,7%)    | 578 (9,0%)    |
| Укупно            | 7.022         | 6.397         |